# Cerkiew Kazańskiej Ikony Matki Bożej w Sillamäe (1898–1941)
Cerkiew Kazańskiej Ikony Matki Bożej – prawosławna cerkiew w Sillamäe, wzniesiona w 1898 r. i zniszczona w 1941 r. 

## Historia
W końcu XIX w. Sillamäe stało się popularnym miejscem letnich wyjazdów wśród petersburskiej inteligencji. W związku z tym pojawiła się idea budowy w miejscowości cerkwi. Jej głównym fundatorem został N. Borodulin, który przekazał na ten cel 8 tys. rubli, pozostałe 6 tys. konieczne do wzniesienia obiektu pochodziły również z prywatnych darów. W 1897 r. petersburski architekt A. Montag opracował projekt budowli sakralnej. Cerkiew została zbudowana w ciągu trzech miesięcy w roku następnym – w kwietniu odbyło się położenie kamienia węgielnego, zaś 12 lipca arcybiskup ryski i mitawski Agatangel poświęcił gotowy obiekt. 
Cerkiew była wzniesiona w stylu modernistycznym, posiadała jedną nawę i trzy cebulaste kopułki wieńczące jej elewację frontową. We wnętrzu znajdował się ikonostas z ikonami napisanymi przez mniszki monasteru Nowodziewiczego w Petersburgu. Ikona Chrystusa Zbawiciela w pomieszczeniu ołtarzowym została wykonana z kolorowego szkła.
W latach 1909–1916 w cerkwi regularnie służył późniejszy święty nowomęczennik Joann Koczurow.
Cerkiew została całkowicie zniszczona w czasie II wojny światowej, w 1941. Według innego źródła cerkiew została w 1941 r. jedynie zamknięta, natomiast jej budynek nie przetrwał działań wojennych w 1944 r. Parafia prawosławna w Sillamäe wznowiła działalność dopiero w 1990 r., a nowa świątynia pod tym samym wezwaniem nie jest kopią poprzedniczki i znajduje się w innym miejscu.